# Nòrax
Nòrax fou fill d'Hermes i d'Eritea, filla de Geríon. Va conduir una colònia d'ibers a l'illa de Sardenya, on va fundar la ciutat de Nora, actualment en runes i, bona part, submergida en la mar.